# Живкович, Алексей Александрович
Живкович Алексей Александрович  (1861 — после 1932) — герольдмейстер, тайный советник, сенатор.

## Биография
Родился 11 марта 1861 года в дворянской семье. Сын полковника Александра Иванова Живковича и его жены Надежды Осиповны.
Окончил 1-ю Киевскую гимназию (1879) и юридический факультет Императорского Санкт-Петербургского университета.
В службе с 12 июня 1884 года, в классном чине с 29 октября 1884 года. С 1887 года коллежский асессор Живкович служил столоначальником Канцелярии Министерства юстиции, с 1890 года — старшим столоначальником. В 1893 году назначен делопроизводителем 2-го департамента Министерства юстиции, в 1896 году — помощником юрисконсульта, в 1900 году — юрисконсультом. С 1901 года — статский советник, служащий I Департамента Министерства юстиции. В 1890, 1892 и 1895 годах за успехи в службе имел Высочайшее благоволение. В 1905 году произведён в действительные статские советники. В 1910 году являлся членом Консультации при Министерстве юстиции.
В 1914 году произведён тайные советники. С 1914 по 1917 годы А. А. Живкович являлся герольдмейстером. В 1917 году стал сенатором.
После Октябрьской революции остался в России. В 1930-е годы был репрессирован, отправлен в ссылку в Иркутск. В 1932 году ходатайствовал о досрочном освобождении по старости и болезни.

## Награды
- Высочайшее благоволение — (1890, 1892, 1895)
- Орден Святого Владимира 3 степени
- Орден Святого Станислава 1 степени (1906)
- Орден Святой Анны 1 степени (1911)
- Медаль «В память царствования императора Александра III»[5].

## Семья
- Брат — Живкович Дмитрий Александрович, родился 25 октября 1856 года. В службе и классном чине с 1880 года. Действительный статский советник с 1898 года, тайный советник с 1908 года. Сенатор. Умер 3 января 1917 года.
- Брат — Леонид, родился 13 декабря 1862 года.
- Сестра — Анна, в замужестве Шенфельд, родилась 11 ноября 1872 года.
- Жена — Надежда Харлампиевна (рожд. 1839, ур. Хлебникова), дочь тайного советника и Астраханского губернского предводителя дворянства в 1884—1888 и 1894—1905 годах Харлампия Николаевича Хлебникова.
  - Дети: Александр (1892—1989), Пётр (1893—1985), Надежда (1895—1968), Наталья (1903—1942), Дмитрий (1905—1942).

Семья проживала в Санкт-Петербурге по адресу: Фурштадская улица, дом 39.